# Nyctée fils de Poséidon
Pour les articles homonymes, voir Nyctée.
Dans la mythologie grecque, Nyctée est le fils du dieu de la Mer, Poséidon, et de la Pléiade Céléno. Il a pour frère Euphémos et Lycos, et est le père alternif de Callisto.
Il a deux filles, Nyctéis et Antiope.

## Sources
- Pseudo-Apollodore, Bibliothèque [détail des éditions] [lire en ligne] (III, 10, 1).
- Hygin, Fables [détail des éditions] [(la) lire en ligne] (CLVII).
- Ovide, Fastes [détail des éditions] [lire en ligne] (IV, 173).